# Artur Ravara
Artur Ravara (originalmente conhecido como Arthur Ravara) (Aveiro, 1848 - Lisboa, 25 de Dezembro de 1893) foi um cirurgião português. Foi considerado um dos melhores cirurgiões em Portugal, na sua época.

## Biografia

### Nascimento e educação
Artur Ravara nasceu em 1848, na cidade de Aveiro. Era familiar de Luciano Pinto Ravara, que também se destacou na área da medicina.
Fez os estudos secundários, e depois frequentou a Escola Médico-Cirúrgica de Lisboa. Foi discípulo do médico e professor António Maria Barbosa.

### Carreira profissional
Artur Ravara especializou-se na oftalmologia, tendo sido provavelmente o primeiro médico em Portugal a fazer uma cirurgia às cataratas. Também se dedicou à ginecologia e obstetrícia, tendo feito a primeira ooforectomia em território nacional. Foi médico da corte portuguesa, tendo assistido no parto do príncipe D. Carlos, motivo pelo qual foi condecorado com a Ordem de Santiago.
Também foi assistente do médico Sousa Martins. Fez parte de várias instituições científicas no estrangeiro, de forma a conhecer os progressos mais recentes da medicina. Exerceu como regente durante o primeiro curso para enfermeiros em Portugal, realizado em 1886 no Hospital de São José.
Exerceu clínica em Aveiro até cerca de 1878, quando se estabeleceu em Lisboa.

### Falecimento e família
Já alguns anos antes do seu falecimento, tinha começado a sentir os primeiros sintomas de um aneurisma. Faleceu subitamente por volta do meio-dia, no dia 25 de Dezembro de 1893, quando se estava a preparar para fazer uma difícil operação no Hospital de Dona Estefânia, em Lisboa.
Segundo a sua vontade, foi levado para Aveiro, onde ficou na capela da sua casa. No cortejo fúnebre até à estação ferroviária participou um grande número de amigos de Artur Navarra, enquanto que em Aveiro foi declarado dia de luto.
Na altura da sua morte, estava casado e tinha vários filhos.

## Homenagens
O nome de Artur Ravara foi colocado numa avenida da cidade de Aveiro, e numa escola de enfermagem em Lisboa. Em sua homenagem, o Museu de Aveiro tem um estojo forrado a veludo, com vários instrumentos de medicina. Foi condecorado com o grau de Comendador na Ordem de Santiago.